# Медиафутбол
Медиафутбол (также медийный футбол, блогерский футбол, поп-футбол) — разновидность футбола, команды в котором составлены преимущественно из знаменитостей (звёзд шоу-бизнеса, актёров и музыкантов, видеоблогеров и т. д.). В медиафутбольных командах также играют футболисты, выступающие или ранее выступавшие в профессиональных клубах. Медиафутбол как обособленное явление стал зарождаться и развиваться в России в конце 2010-х годов, хотя российские команды проводили матчи с участием звёзд и прежде.

## Медиафутбол в России

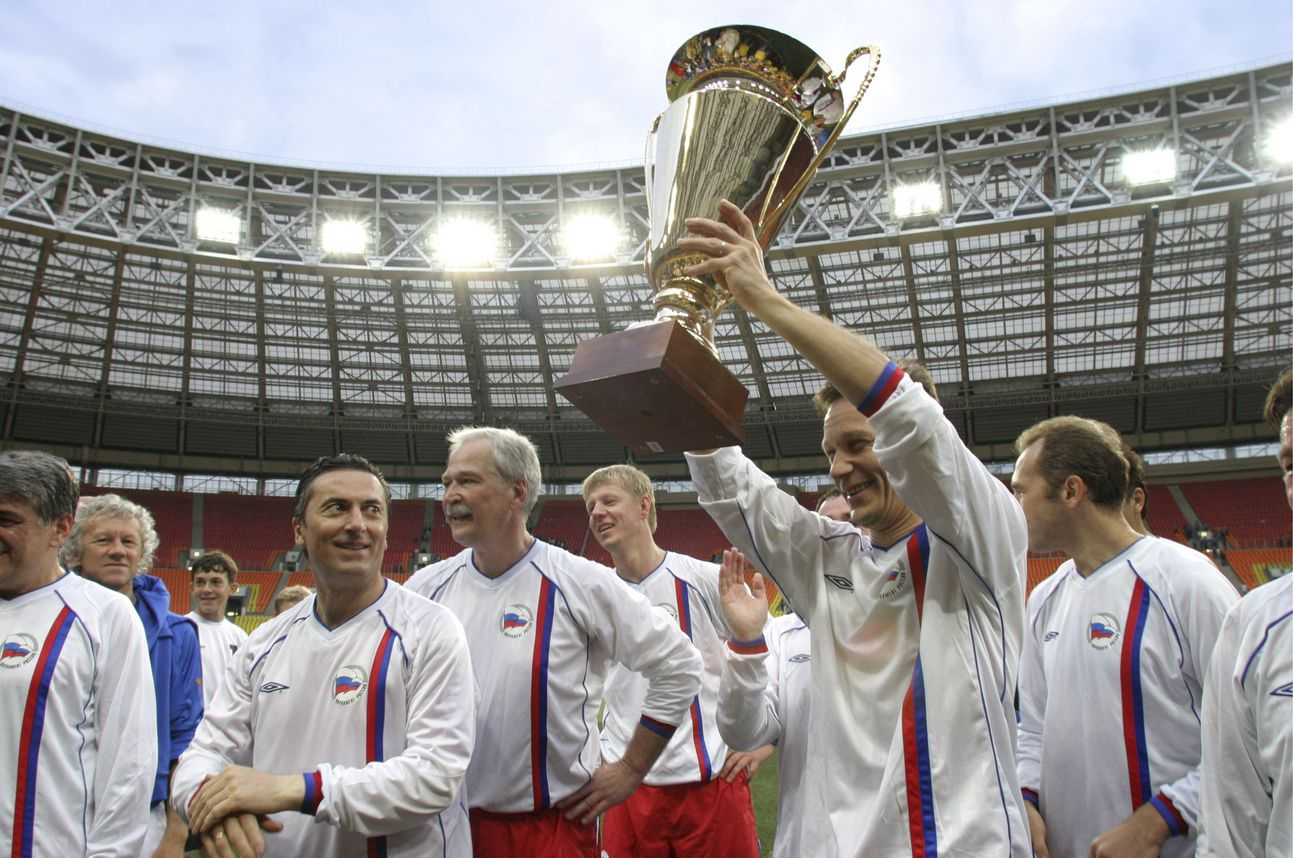
Команда Государственной думы в 2005 году

### Предпосылки
В 1970-е и 1980-е годы в СССР стали проводиться футбольные матчи с командами, собранными из артистов. В 1984 году во время гастролей Ленкома со спектаклем «Юнона и Авось» в Куйбышеве состоялся матч между командой «Авось» из Ленкома и сборной куйбышевских журналистов. В составе команды «Авось» играли известный актёр Александр Абдулов, певец Крис Кельми, музыкант Александр Садо и барабанщик Анатолий Абрамов. Команда Ленкома победила со счётом 6:5.
В 1991 году в Москве появилась футбольная команда «Старко», которая участвовала в разных благотворительных матчах. В её составе играли представители шоу-бизнеса (звёзды кино и театра, телеведущие и музыканты). Отдельные товарищеские матчи по футболу проводила и команда депутатов Государственной думы, в составе которой выступали иногда и звёзды футбола (в том числе Дмитрий Аленичев и Константин Ерёменко).

### 2017—2020
В 2017 году видеоблогеры, снимающие контент по серии игр FIFA, объединились в команду 7F United. В состав вошли Kefir, PandaFx, Finito, Герман El Classico Попков, Stavr, Den4ik Flomasteroff и Goodmax. Они начали снимать футбольные челленджи, однако канал долго не прожил из-за сложностей в организации.
Также в 2017 году комментатор Василий Уткин стал президентом и спонсором любительского футбольного клуба «Эгриси» из третьего дивизиона Северо-Восточной лиги ЛФЛ Москвы (8х8). Параллельно Уткин стал продюсировать и снимать реалити-шоу о жизни команды, выпуски которого стали выходить на YouTube (на 2022 год было выпущено уже пять сезонов). На 2022 год «Эгриси» выступал в высшем дивизионе Лиги СВАО, а также попал в число участников второго сезона Медийной футбольной лиги.
В 2017 же году в Санкт-Петербурге в рамках YouTube-проекта «Картавый футбол» телеведущий и видеоблогер Никита Ковальчук создал команду «ЯТренер», в следующем году преобразованную в ФК «КФ». «ЯТренер» участвовала в городской любительской лиге, ФК «КФ» — в первой лиге первенства Санкт-Петербурга сезонов 2018 и 2019 годов. Также на YouTube выходили регулярные выпуски реалити-шоу о команде. Команды Уткина и Ковальчука сыграли между собой по матчу в Санкт-Петербурге и Москве, также «КФ» при участии Дмитрия Сычёва сыграл товарищеский матч с английским «Шеффилдом» в Раменском.
В 2018 году после чемпионата мира по футболу в России Попков решил возродить идею создания медийного футбольного клуба и собрать «фиферов» и футбольных блогеров в проект под временным названием «Команда Германа». На замену челленджам пришли футбольные матчи, а в августе 2018 года команда получила название «Амкал». В интервью для «Матч ТВ» Попков говорил, что у проекта нет глобальной цели, и они играют в футбол ради удовольствия.

### 2020—2022
В 2020 году Попков организовал турнир «Московский кубок селебрити» (МКС), в котором участвовало 12 команд. Среди участников были сборные «Матч ТВ» и Comedy Club Production, а также команда YouTube-канала 2DROTS. Во время группового этапа за Comedy Club в матче с 2DROTS сыграли два человека, которых не было в официальной заявке команды на МКС, в результате чего в пользу 2DROTS впервые в истории медиафутбола была засчитана техническая победа.
В первом сезоне МКС победил клуб «Рома», во втором — «Амкал».
В 2021 году Попков перезапустил свой проект, а в медиафутболе стал набирать обороты новый клуб «На Спорте», в который входили такие знаменитости как Даня Милохин, T-killah и футболист Дмитрий Тарасов.
В начале 2022 года была создана Медийная футбольная лига. Чемпионом двух первых сезонов стали 2DROTS.
В августе 2022 года «Амкал» и 2DROTS были утверждены РФС в качестве участников 1/256 финала Кубка России. Обе команды вышли в 1/128 финала, выиграв у клубов Второй лиги: «Амкал» обыграл «Зоркий» по пенальти, а 2DROTS крупно победили «Чертаново». В следующем раунде 2DROTS уступили по пенальти «Текстильщику», а «Амкалу» удалось одолеть «Тверь». В 1/64 финала «Амкал» проиграл «Звезде» Санкт-Петербург в серии пенальти. В ноябре некоторые игроки обоих клубов получили приглашение на матч всех звёзд Кубка России.
В сентябре 2022 года главный тренер сборной России по футболу Валерий Карпин сообщил, что рассматривается вариант проведения товарищеского матча против «команды Медиалиги». 19 сентября было сообщено, что тренерский штаб во главе с Карпиным, усиленный бывшими футболистами сборной, сыграет с командой «Наши Парни», представляющей в Медийной футбольной лиге Российский футбольный союз. Матч прошёл 22 сентября и завершился со счётом 3:2 в пользу «Наших Парней», дублями отметились Руслан Пименов и Валерий Карпин.
В конце октября 2022 года игрок «Амкала» Михаил Прокопьев подписал контракт с болгарским клубом «Ботев». В ноябре того же года игрок Broke Boys Салам Ашурмамадов был вызван в сборную Таджикистана по футболу на товарищеский матч со сборной России. Матч он провёл в запасе. 23 ноября стало известно, что бразилец Тиаго Кунья, выступавший за Tamo Junto в Медиалиге, подписал контракт с клубом Первой лиги России — «Велесом».
В ноябре 2022 года Николаем Осиповым была анонсирована премия Media Football Awards. Церемония вручения прошла 8 декабря.

### С 2023
В феврале Михаил Прокопьев расторг контракт с ФК «Ботев». За команду он выступил только в товарищеских матчах.
24 марта сборная Медиалиги провела благотворительную встречу с «Крыльями Советов». Самарцы выиграли 4:0, а вырученные от продажи билетов средства были переданы игроку «Амкала» Никите Finito Куриленко, которому был поставлен диагноз «лейкоз».
25 марта 2DROTS победили в товарищеской игре ЦСКА со счётом 2:1; за «армейцев» играли некоторые игроки основного состава, а также выступавший за ЦСКА в 2000-е годы бразилец Даниэл Карвальо. В тот же день Broke Boys сыграли товарищеский матч с командой РПЛ «Оренбург», проиграв 0:9.
В Кубке России 2023/2024 медиафутбол представляли 2DROTS, «Амкал» и чемпион третьего сезона МФЛ «Родина Медиа». «Родина Медиа» вылетела в первом раунде от «Динамо» (Вологда), «Амкал» проиграл во втором «Текстильщику», а 2DROTS дошли до 1/32 финала, уступив в нём «Химкам».
18 ноября 2023 года 2DROTS, как победители четвёртого сезона МКС, сыграли товарищеский матч с московским «Динамо». В первые минуты встречи главные тренеры команд, Дмитрий Кузнецов и Марцел Личка, вышли как полевые футболисты. Игра закончилась со счётом 2:1 в пользу «Динамо».
22 ноября 2023 года прошла вторая церемония вручения Media Football Awards.
В конце декабря 2023 года YouTube заблокировал канал капитана «Амкала» Андрея Сибсканы Алёшина. В начале января 2024 года платформа также удалила ещё несколько каналов из медиафутбольного сообщества: каналы потеряли блогер Acool, Камил Гаджиев (основатель медиафутбольного клуба Fight Nights), игрок 2DROTS Владислав Ослоновский, команды «Чисто Питер» и DMedia. 8 января 2024 года 2DROTS ограничили доступ к своим старым видео на всех каналах. В феврале 2025 года YouTube удалил канал ФК «10».
В Кубке России 2024/2025 участие принимали 2DROTS, Broke Boys и «Амкал». Первые две команды вылетели во втором раунде, «Амкал» проиграл в четвёртом. В Кубке Белоруссии 2024/2025 команда DMedia, участвовавшая в российской МФЛ, дошла до 1/16 финала.
11 сентября 2024 года медиафутболисты провели матч памяти Никиты Куриленко, который умер в феврале, борясь с лейкозом.
29 ноября 2024 года прошла третья церемония вручения Media Football Awards.
15 февраля 2025 года Fight Nights провели турнир по кикбоксингу среди медиафутболистов.
В Кубке России 2025/2026 вновь примут участие 2DROTS, Broke Boys и «Амкал».

## Соревнования в СНГ

### Московский кубок селебрити
До 2020 года соревновательная составляющая медиафутбола не была развита, среди команд проводились исключительно товарищеские матчи. В 2020 году Герман Попков создал первый медиафутбольный турнир — Московский кубок селебрити (МКС).

### Медийная футбольная лига
Медийную футбольную лигу в 2022 году создал бизнесмен Николай Осипов.

### «Дерби Ютуба»
Противостояние команд «Амкала» и 2DROTS. Первый матч между командами состоялся в августе 2018 года, в котором 2DROTS одержали победу. В 2022 году журналисты назвали «Амкал» и 2DROTS одними из самых популярных в медиафутболе. Андрей Вернов из газеты «Спорт день за днём» сравнил команды перед 1/4 финала второго сезона Медийной футбольной лиги и посчитал, что 2DROTS выглядят сильнее.
Результаты матчей
| Дата            | Статус                          | 2DROTS    | Счёт           | Амкал     | Пр.    |
| --------------- | ------------------------------- | --------- | -------------- | --------- | ------ |
| август 2018     | Товарищеский                    | Победа    | 4:2            | Поражение | [ 80 ] |
| 2 мая 2021      | Товарищеский                    | Поражение | 2:2 (5:6 пен.) | Победа    | [ 80 ] |
| 19 августа 2021 | Групповой этап МКС-2021         | Поражение | 2:3            | Победа    | [ 80 ] |
| 28 августа 2021 | Финал МКС-2021                  | Поражение | 0:2            | Победа    | [ 80 ] |
| 20 августа 2022 | Групповой этап МКС-2022         | Ничья     | 2:2            | Ничья     | [ 82 ] |
| 4 сентября 2022 | Матч за 3 место МКС-2022        | Победа    | 1:0            | Поражение | [ 83 ] |
| 20 ноября 2022  | 1/4 финала МФЛ-2                | Победа    | 4:3            | Поражение | [ 84 ] |
| 25 июня 2023    | Полуфинал МФЛ-3                 | Победа    | 1:0            | Поражение | [ 85 ] |
| 27 января 2024  | Полуфинал казахстанской МФЛ-2   | Победа    | 1:0            | Поражение | [ 86 ] |
| 15 июня 2024    | 1/4 финала МФЛ-5                | Победа    | 2:1            | Поражение | [ 87 ] |
| 22 июня 2024    | 1/4 финала МФЛ-5                | Поражение | 1:2            | Победа    | [ 87 ] |
| 22 июня 2024    | 1/4 финала МФЛ-5                | Победа    | 4:3 (пен.)     | Поражение | [ 87 ] |
| 1 сентября 2024 | 1 тур Кубка Медиалиги 2024      | Победа    | 1:0            | Поражение | [ 88 ] |
| 9 ноября 2024   | Финал Кубка Медиалиги 2024      | Поражение | 0:0 (4:5 пен.) | Победа    | [ 89 ] |
| 8 февраля 2025  | Финал Суперкубка Медиалиги 2025 | Победа    | 2:2 (5:4 пен.) | Поражение | [ 90 ] |

### Медиатурнир на Кубке PARI Премьер
3 июля 2022 года в рамках Кубка PARI Премьер 2022, пятого розыгрыша Кубка Матч Премьер, состоялся медиатурнир с участием «Амкала», команды телеканала «Матч ТВ», ФК «Артист» и команды блогеров и журналистов «Медиа». Турнир прошёл на стадионе «Сапсан Арена» по олимпийской системе (полуфиналы, матч за 3-е место, финал). Победителем стал «Амкал», в финале обыгравший команду «Матч ТВ» по пенальти со счётом 7:6 после нулевой ничьей в основное время. В матче за 3-е место команда ФК «Артист», за которую сыграли экс-футболисты сборных России и Боснии и Герцеговины Александр Панов и Элвер Рахимич, а также отметившийся хет-триком актёр Илья Глинников, выиграла у «Медиа» со счётом 7:2.

### Liga Bloggers Cup
11 сентября 2022 года в олимпийском комплексе «Лужники» на футбольном поле «Под мостом» в рамках празднования Дня города Москвы состоялся турнир Liga Bloggers Cup, в котором приняли участие 2DROTS, «Амкал», «Родина Медиа», ФК «Сахалинец», ЛФК «Рома» и команда от компании «Лига ставок». Победу одержал клуб «Родина Медиа», обыграв в финале «Сахалинец» со счётом 3:2.

### Media Football League (Казахстан)

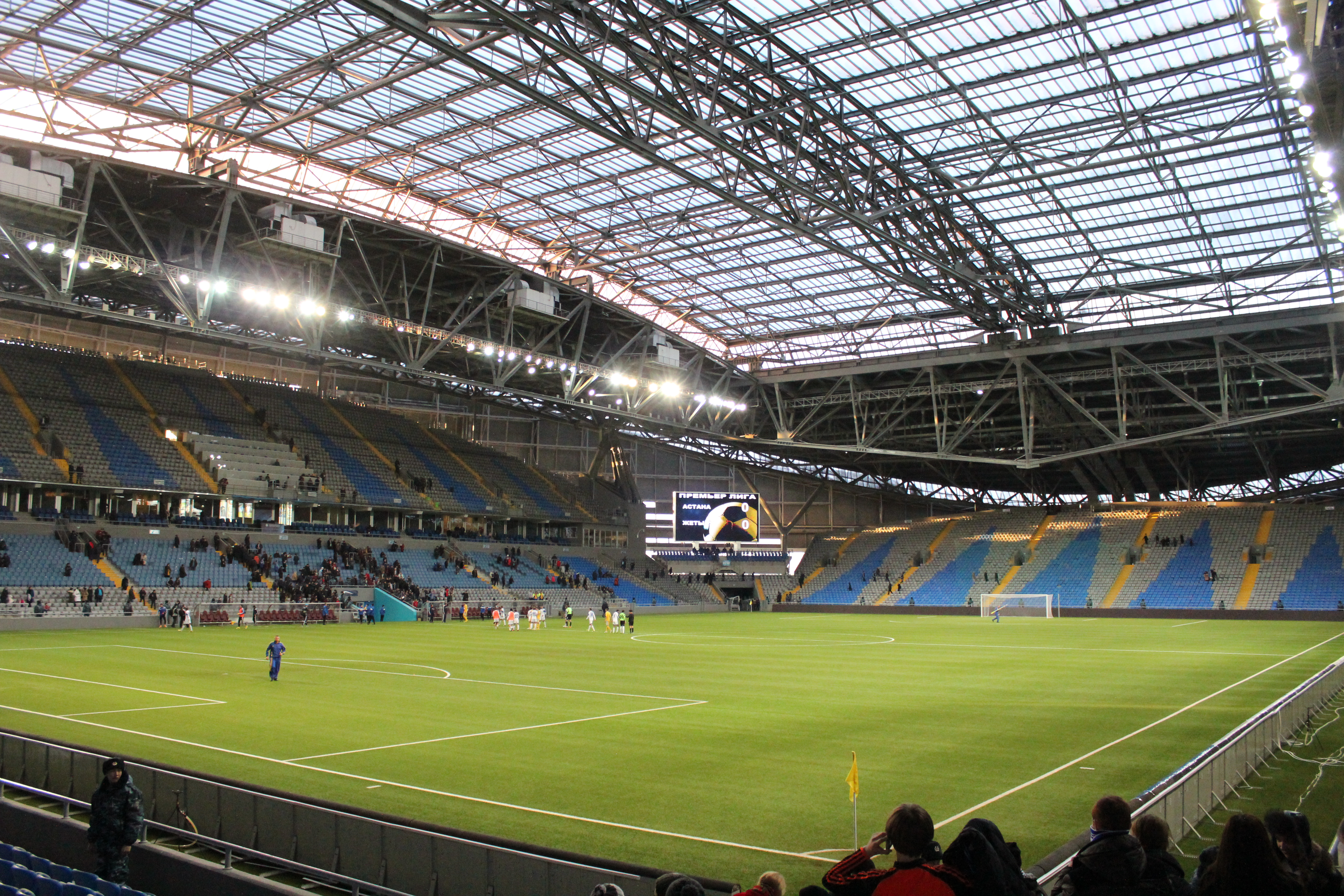
«Астана Арена» изнутри

21 января 2023 года стартовал турнир в Казахстане, организованный руководителем SD Family Дидаром Сыдыкбеком. Матчи проходили на стадионе «Астана Арена». В группе А сыграли Top Team, Konoha, 2DROTS и SD Family; в группе B — Fight Nights, Sparta, Broke Boys, One Game. В плей-офф вышли 2DROTS, Broke Boys, Fight Nights и SD Family. В финале 11 февраля 2023 года 2DROTS одержали победу над Fight Nights, сыграв 1:1 в основное время и выиграв серию пенальти со счётом 5:3.
В январе 2024 года прошёл второй сезон международной казахстанской МФЛ, в которой приняли участие 2DROTS, «Амкал», Inform, SD Family, Alash, Top Team, SD Youngsters (SD Family U21), Aiqyn. На старте турнира медиафутбольное сообщество раскритиковало слабую организацию соревнования. В финале SD Family обыграли 2DROTS со счётом 1:0.
Помимо этого также проходили турниры, в котором принимали участие только казахстанские команды.
В третьем международном розыгрыше казахстанской МФЛ победили Broke Boys.

### Другие
В апреле 2023 года в Казахстане должен был пройти медиатурнир с участием «Амкала» и Broke Boys, однако впоследствии он был отменён организаторами.
Осенью 2024 года вместо сезона МФЛ пройдёт Кубок лиги: регулярный чемпионат + раунд плей-офф.
С 17 августа по 8 сентября 2024 года прошёл турнир Т-Лига уличного футбола с участием медийных команд. В финале между Mandalorian Team и «Амкалом» команда последних получила техническое поражение из-за ухода с поля после несогласия с решением судьи.
В феврале-марте 2025 года прошли турниры Winter Media Cup и Ne Abu-Dhab Cup, победителями которых стали «Титан» и СКА Ростов соответственно.
26—27 июня 2025 года прошёл Media x Pro Cup с участием 2DROTS, «Амкала», ЦСКА и «Динамо». Медийные клубы играли против профессиональных и уступили им.

## Мнения
Журналисты отмечают популярность блогерского футбола. Иван Ковальчук из Eurosport в феврале 2022 года писал, что «нынешним школьникам интереснее наблюдать» за медиафутболом, нежели чем за РПЛ. Шамиль Гаджиев из Life тогда же подчёркивал, что интереса к футбольным блогерам «порой даже больше, чем к признанным спортивным мастерам». Автор из «Академии футбола», рассматривая историю «Амкала», отмечал, что «блогерский проект развивается как полноценный футбольный клуб». Сергей Михайличенко из «Культуры футбола» писал, что на начало 2022 года блогерский футбол — «это достаточно серьёзная тема с хорошими капиталовложениями и большим охватом аудитории».
Василий Уткин в августе 2022 года считал, что не стоит выделять медиафутбол как отдельное явление. Анзор Кавазашвили положительно отёсся к медийному футболу. Некоторые другие бывшие и действующие профессиональные футболисты, такие как Олег Корнаухов, Сергей Божин и Денис Якуба, напротив, в то время были скептично настроены к медиафутболу. Денис Казанский в октябре 2022 года считал, что профессиональный футбол мог бы почерпнуть «открытость» у медиафутбола.
Стендап-комик и блогер Роман Косицын в 2022 году отмечал, что минусом медийного футбола является «искусственное вызывание конфликтов» и тот факт, что футболисты не отвечают за свои слова, но воспринял это как «правила их игры». Также он назвал медиафутбол «отдельной сферой, которую не надо сравнивать с профессионалами». Антона Попова, главного тренера «Эгриси», в медийном футболе не радовали такие вещи, как «грязь, оскорбления и скандалы».
Константин Кринский из Чемпионат.com в сентябре 2022 года писал, что медиафутбол — «отличный популяризатор Кубка России на низших стадиях». Министр спорта Российской Федерации Олег Матыцин тогда же положительно отозвался об участии медийных команд на Кубке России. Сергей Силкин в июле 2024 года, напротив, негативно отнёсся к этому.
Михаил Кержаков в сентябре 2022 года считал, что медиафутбол не будет популярнее профессионального. Кирилл Маляров тогда же удивлялся, почему некоторые футболисты предпочитают медийный футбол, а не профессиональный. Игорь Осинькин назвал медиафутбол «достаточно интересным», но не считал, что в ближайшее время он заменит профессиональный.
Медиаресурс «Рейтинг Букмекеров» высказался в поддержку медиафутбола и в сентябре 2022 года заключил партнерское соглашение с командой Fight Nights спортсмена Камила Гаджиева. В марте 2023 года Константин Гусев, директор по развитию букмекерской компании Olimpbet, заявил, что хайп медиафутбола закончился и «сейчас он скорее мёртв, чем жив». Гусев также отметил, что его компания не планирует заключать контрактов с медиафутбольными клубами.

## Схожее
В сентябре 2022 года было сообщено о создании в России Esports Media League (EML) — киберспортивной медийной лиги. С 1 января по 26 марта 2023 года в Испании прошёл турнир Kings League, который создали футболист Жерар Пике и блогер Ибаи Льянос для участия в нём знаменитостей. В 2024 году они провели международный турнир Кингс ЧМ. В апреле 2023 года состоялся турнир Media Basket от «Лиги ставок», победителем которого стала «Родина Медиа», обыгравшая в финале 2DROTS. Осенью прошёл второй сезон Media Basket, который выиграли GOATS. Весной 2024 года Sayonara Boys выиграли 3 сезон Media Basket. В осеннем четвёртом сезоне Media Basket победила команда Auf. В марте-апреле 2024 года был сыгран первый сезон Медийной хоккейной лиги, чемпионом которой стали Hockey Brothers. Победителем второго сезона стал ХК «10».